# Rhodopina modica
Rhodopina modica là một loài bọ cánh cứng trong họ Cerambycidae.